# Petalocephala bipunctata
Petalocephala bipunctata är en insektsart som beskrevs av Melichar 1914. Petalocephala bipunctata ingår i släktet Petalocephala och familjen dvärgstritar. Inga underarter finns listade i Catalogue of Life.